# كريستوفر هاميلتون
كريستوفر هاميلتون (بالإنجليزية: Christopher Hamilton)‏ (المعروف باسم سي جي هاميلتون (بالإنجليزية: CJ Hamilton)‏؛ مواليد 23 مارس 1995) هو لاعب كرة قدم أيرلندي يلعب في نادي بلاكبول كجناح. وقد لعب سابقًا مع شيفيلد يونايتد وهاليفاكس تاون غيتزهد ومانسفيلد تاون. ولد في إنجلترا ونشأ في أيرلندا، ويمثل جمهورية أيرلندا في كرة القدم الدولية.